# Popondetta
Popondetta is een plaats in Papoea-Nieuw-Guinea en is de hoofdplaats van de provincie Northern (Oro).
Popondetta telde in 2000 bij de volkstelling 19.556 inwoners.